# Esquerra Italiana
Esquerra Italiana (en italià: Sinistra Italiana, SI) és un partit polític ecosocialista d'Itàlia. Ha format part de coalicions d'esquerres com L'Esquerra, Lliures i Iguals, i més recentment de l'Aliança Verds i Esquerra.

## Història

### Formació
El juny de 2015, Stefano Fassina, un exviceministre del gabinet d'Enrico Letta, i Monica Gregoria van abandonar el Partit Demòcrata per desacords amb Matteo Renzi, llavors líder del partit i Primer Ministre. Al juliol del mateix any, Fassina va fundar Futur per l'Esquerra, un nou partit socialdemòcrata de curta durada que suposaria l'embrió per a la formació de l'Esquerra Italiana. Al novembre, tres diputats (Alfredo D'Attorre, Carlo Galli i Vincenzo Folino) i un senador (Corradino Mineo) del PD van abandonar també el partit, agrupant-se en un nou grup parlamentari conjunt sota la bandera de l'Esquerra Italiana.
El febrer de 2016, es va celebrar l'Assemblea Constituent de l'Esquerra Italiana a Roma. En conseqüència, SI es va constituir també com un subgrup dins del Grup Mixt al Senat: cinc senadors del SEL (el qual es dissoldria per integrar-se a SI al 2017), dos dissidents del M5S, i l'ex-demòcrata Corradino Mineo.
Al febrer de 2017 es formaria definitivament el partit, amb Nicola Fratoianni com el seu Primer Secretari. Tanmateix, en poc temps diversos diputats com D'Attorre, Galli i Folino van abandonar el projecte per participar a Article U, una nova agrupació de dissidents del PD. Per altra banda, al març s'integrarien quatre diputats de Possible, un altre partit escindit del PD a l'etapa Renzi.

### Impuls de Lliures i Iguals
A finals d'any, SI formaria part de la coalició d'esquerres Lliures i Iguals, juntament amb l'Article U i Possible, amb l'objectiu de presentar-se a les eleccions legislatives de 2018, escollint a Pietro Grasso com el seu líder i candidat a Primer Ministre. En aquestes, la coalició va obtenir el 3.39% dels vots, amb 14 diputats i 4 senadors, dels quals eren membres de SI tres diputats (Fratoianni, Fassina i Erasmo Palazzotto) i un senador (Loredana De Petris).
Per a les eleccions europees de 2019, SI va formar part de la nova coalició L'Esquerra, que no va obtenir representació al Parlament Europeu, trencant amb els seus antics socis a l'octubre de 2018. Al gener de 2019, després de la sortida d'Article U de Lliures i Iguals, el partit va retornar a la coalició, iniciant acostaments a altres actors de l'esquerra per a una possible unificació.
Durant la crisi governamental de 2019, SI i Lliures i Iguals van recolzar la formació del segon gabinet de Giuseppe Conte, participant del nou govern. Tanmateix, amb l'enfonsament del gabinet  i el traspàs a Mario Draghi, el partit va realitzar una votació interna per decidir el seu suport, on l'oposició va obtenir la victòria. Amb tot, dos dels diputats van anunciar la seva intenció de votar a favor de totes maneres, dividint el partit. Posteriorment, Palazzotto va abandonar el partit.

### Creació de L'Esquerra
Posteriorment, al gener de 2022, el partit i Europa Verda van acostar-se per formar una aliança de cara a les eleccions presidencials, donant finalment suport de manera conjunta a Luigi Manconi. El juny de 2022, l'assemblea nacional de SI va aprovar formalment l'aliança amb EV. El juliol de 2022, SI i EV van celebrar una convenció conjunta a Roma anomenada "Noves Energies", promovent la seva cooperació i un programa electoral unitari, caminant cap a la formació d'una coalició inspirada en la Nova Unió Popular Ecològica i Social francesa.
Després de la caiguda del govern de Draghi, la dissolució anticipada del Parlament italià i la convocatòria de les eleccions generals de 2022, es va presentar la coalició de l'Aliança Verds i Esquerra. En aquestes, l'AVS va aconseguir 12 escons i 4 senadors, dels quals 4 diputats i 3 senadors eren de l'Esquerra Italiana. A les eleccions europees de 2024, la coalició de l'AVS es va mantenir, obtenint 6 eurodiputats, dos dels quals de SI.

## Composició inicial
Els partits fundadors d'Esquerra Italiana van ser:
| Partit | Partit                            | Ideologia             | Líder               | Ref    |
| ------ | --------------------------------- | --------------------- | ------------------- | ------ |
|        | Esquerra Ecologia Llibertat (SEL) | Socialisme democràtic | Nichi Vendola       | [ 20 ] |
|        | Futur per l'Esquerra (FaS)        | Socialdemocràcia      | Stefano Fassina     | [ 21 ] |
|        | Esquerra Veneciana (SV)           | Comunisme             | Pietrangelo Pettenò | [ 20 ] |

A més, d'altres organitzacions minoritàries i juvenils (incloent ACT! Agire Costruire Trasformare i TILT), grups locals i persones individuals van participar en l'Esquerra Italiana.

## Resultats electorals

### Parlament Italià
| Any  | Líder             | Vots        | %           | Diputats | +/– | Senadors | +/- |
| ---- | ----------------- | ----------- | ----------- | -------- | --- | -------- | --- |
| 2018 | Nicola Fratoianni | Dins de LeU | Dins de LeU | 3 / 630  | Nou | 1 / 315  | Nou |
| 2022 | Nicola Fratoianni | Dins l'AVS  | Dins l'AVS  | 4 / 400  | 1   | 3 / 200  | 2   |

### Parlament Europeu
| Any  | Líder             | Vots            | %               | Escons | +/– | Grup       |
| ---- | ----------------- | --------------- | --------------- | ------ | --- | ---------- |
| 2019 | Nicola Fratoianni | Dins L'Esquerra | Dins L'Esquerra | 0 / 76 | Nou | –          |
| 2024 | Nicola Fratoianni | Dins l'AVS      | Dins l'AVS      | 2 / 76 | 2   | L'Esquerra |